# 수리야
수리야 (/ˈsuːriə/ 산스크리트어: सूर्य, IAST: Sūrya)는 힌두교의 태양이자 태양신이다. 그는 전통적으로 스마르타파의 5대 주요 신 중 하나이며, 이들 모두는 판차야타나 푸자에서 동등한 신으로 여겨지며 브라만을 깨닫는 수단으로 간주된다. 고대 인도 문학에서 수리야의 다른 이름으로는 아디트야, 아르카, 바누, 사비트르, 푸샨, 라비, 마르탄다, 미트라, 바스카라, 프라바카라, 카티라반, 그리고 비바스바트가 있다.
수리야의 도상은 종종 일곱 마리의 말이 끄는 전차를 타고 있는 모습으로 묘사되는데, 이 말들은 가시광선의 일곱 가지 색과 일주일의 일곱 날을 상징한다. 중세 시대에는 수리야가 낮에는 브라흐마와 함께, 정오에는 시바와 함께, 저녁에는 비슈누와 함께 숭배되었다. 일부 고대 문헌과 예술에서 수리야는 인드라, 가네샤 등과 함께 동시적으로 표현된다. 신으로서의 수리야는 불교와 자이나교의 예술과 문학에서도 발견된다. 수리야는 또한 두 힌두 서사시인 라마야나와 마하바라타에서 중요한 역할을 하는 수그리바와 카르나의 아버지로도 여겨진다. 수리야는 마하바라타와 라마야나의 등장인물들에 의해 숭배된 주요 신이었다.
수리야는 법륜으로도 해석되는 차크라를 들고 있는 모습으로 묘사된다. 수리야는 힌두 황도대 시스템의 12개 별자리 중 하나인 심하(사자궁)의 주인이다. 수리야 또는 라비는 힌두력에서 라비바라, 즉 일요일의 근간이 된다. 수리야를 숭배하는 주요 축제와 순례로는 마카르 산크란티, 퐁갈, 삼바 다시미, 라타 삽타미, 차트 푸자, 그리고 쿰브 멜라가 있다.
그는 특히 라자스탄주, 구자라트주, 마디아프라데시주, 비하르주, 마하라슈트라주, 우타르프라데시주, 자르칸드주, 그리고 오디샤주와 같은 인도 주에서 발견되는 사우라파와 스마르타파 전통에서 숭배된다.
수리야는 힌두교에서 대부분의 초기 베다 신들보다 더 오래 주요 신으로 살아남았지만, 13세기경부터 그의 숭배는 크게 쇠퇴했는데, 아마도 북인도의 태양신 사원에 대한 이슬람의 파괴 때문일 것이다. 새로운 태양신 사원은 거의 지어지지 않았고, 일부는 나중에 다른 신을 위해 용도가 변경되었다. 많은 중요한 수리야 사원이 남아 있지만, 대부분은 더 이상 숭배되지 않는다. 어떤 면에서는 수리야가 비슈누나 시바와 같은 주요 신들과 합쳐지거나 그들에게 종속되는 경향을 보인다.

## 텍스트와 역사

### 베다 시대
태양과 지구
태양은 지구에 낮과 밤을 일으키네,

공전으로 인해,

여기 밤이면 저편은 낮이 되네,

태양은 실제로 뜨거나 지지 않네.
리그베다 1.115 찬가와 같은 가장 오래된 베다 찬가는 수리야를 "떠오르는 태양"과 어둠을 쫓아내고 지식, 선, 모든 생명에 힘을 부여하는 상징으로 특별히 경외하며 언급한다. 그러나 사용법은 문맥에 따라 다르다. 일부 찬가에서는 수리야라는 단어가 단순히 움직이지 않는 대상인 태양, 즉 하늘의 돌이나 보석을 의미하며(리그베다 찬가 5.47, 6.51, 7.63), 다른 찬가에서는 의인화된 신을 가리킨다.
수리야는 우샤스 여명신과 현저하게 연관되어 있으며 때로는 그녀의 아들이나 남편으로 언급되기도 한다.
수리야의 기원은 리그베다에서 크게 다르게 나타나며, 아디트야, 아디티, 댜우시, 미트라-바루나, 아그니, 인드라, 소마 (음료), 인드라-소마, 인드라-바루나, 인드라-비슈누, 푸루샤, 다트리, 앙기라세스, 그리고 일반적인 신들을 포함한 여러 신들에 의해 태어나거나, 떠오르거나, 확립되었다고 한다. 아타르바베다 또한 수리야가 브리트라에서 기원했다고 언급한다.
베다는 태양(수리야)이 물질적 우주인 프라크리티의 창조자라고 주장한다. 베다 텍스트의 여러 층에서 수리야는 아그니와 바유 또는 인드라와 함께 여러 삼신 중 하나로, 힌두교의 형이상학적 개념인 브라만의 동등한 상징이자 측면으로 제시된다.
베다 문학의 브라마나 계층에서 수리야는 같은 찬가에서 아그니 (불의 신)와 함께 나타난다. 수리야는 낮을 위해 숭배되는 반면, 아그니는 밤 동안의 역할로 숭배된다. 카필라 바트샤얀은 수리야가 아그니로서 최초의 원리이자 우주의 씨앗으로 언급되는 개념이 발전한다고 말한다. 브라흐마나 베다 층에서, 그리고 우파니샤드에서 수리야는 명시적으로 시력, 시각적 지각 및 지식의 힘과 연결된다. 그는 브리하다라냐카 우파니샤드, 찬도갸 우파니샤드, 카우시타키 우파니샤드 등의 텍스트에서 외부 신들에 대한 의례를 버리고 내면의 성찰과 신들 내면의 명상으로 전환하여 아트만(영혼, 자아)을 깨닫는 여정에서 눈으로 내면화된다.

#### 다른 태양신과의 융합
인도 문헌에서 수리야는 다양한 이름으로 불리는데, 이는 일반적으로 태양의 다른 측면이나 현상학적 특성을 나타낸다. 오늘날 우리가 아는 수리야의 모습은 여러 리그베다 신들의 혼합물이다. 따라서 사비트르는 뜨고 지는 것을, 아디트야는 광채를 가진 존재를, 미트라는 태양을 "모든 인류의 위대한 빛나는 친구"로, 푸샨은 데바들이 어둠을 사용하는 아수라들을 이기도록 도운 광명을 가리킨다. 아르카, 미트라, 비바스바트, 아디트야, 타판, 라비, 수리야는 초기 신화에서는 서로 다른 특징을 가졌지만, 서사시 시대에는 동의어가 되었다.
"아르카"라는 용어는 북인도와 동인도의 사원 이름에서 더 흔히 발견된다. 오디샤주의 11세기 코나라크의 태양신 사원은 "코나와 아르카" 또는 "모퉁이의 아르카"라는 복합어에서 따왔다.(p. 6–7)
아르카의 이름을 딴 다른 수리야 사원으로는 비하르의 데바르카(데바 티르타)와 울라르카(울라르), 우타르프라데시주의 우타라르카와 롤라르카, 라자스탄주의 발라르카 등이 있다. 또 다른 10세기 태양 사원 유적은 우타르프라데시주 바라이치에 있는 발라르카 수리야 만디르로, 14세기 튀르크 침략 시 파괴되었다.
비바스바트(비바스반트라고도 함)도 그러한 신들 중 하나이다. 그의 아내는 트바스타르의 딸인 사란유이다. 그의 아들로는 아슈빈, 야마라자, 그리고 마누가 있다. 마누를 통해 비바스바트는 인류의 조상으로 여겨진다. 비바스바트는 아그니 및 마타리슈반과 관련이 있으며, 아그니는 이 두 신에게 처음으로 계시되었다고 한다. 비바스바트는 또한 인드라, 소마, 그리고 바루나와 다양하게 관련되어 있다. 비바스반트는 아그니와 우샤스의 형용사로 "찬란한"이라는 뜻으로도 사용된다. 가장 초기 등장(리그베다) 시점부터 비바스바트의 중요성은 감소했다. 그는 태양신이었을 가능성이 높지만, 학자들은 그의 구체적인 역할을 논의한다. 리그베다에서 인드라는 마누 비바스바트와 트리타와 함께 소마를 마신다. 베다 이후 문헌에서 비바스바트는 중요성이 더욱 감소하여 단순히 태양의 또 다른 이름으로 사용된다. 그는 아베스타의 비반환트와 동족어이며, 비반환트는 이마 (야마와 동족어)와 마누의 아버지이다. 타이티리야 아라냐카는 프라파타카(섹션) 6에서 수리야를 명상하는 방법을 제공한다.

### 서사시
라마야나의 유다 칸다에 따르면, 라마는 라바나, 라크샤사의 왕과의 전쟁에 앞서 아디트야흐리다얌 스토트라를 배웠다고 한다. 스토트라는 아누슈투프 찬다로 수리야를 찬양하기 위해 지어졌으며, 수리야는 모든 신들의 화신이자 우주의 모든 것의 기원으로 묘사된다.
마하바라타 서사시는 수리야에 대한 숭배로 "우주의 눈, 모든 존재의 영혼, 모든 생명의 기원, 상키야 학파와 요기들의 목표, 그리고 자유와 영적 해방의 상징"이라고 부르며 장을 시작한다.
마하바라타에서 카르나는 수리야와 미혼 공주 쿤티의 아들이다. 이 서사시는 쿤티가 미혼모로서 겪은 고통, 카르나의 버림, 그리고 그녀의 평생에 걸친 슬픔을 묘사한다. 아기 카르나는 전차병에게 발견되어 입양되지만, 그는 성장하여 쿠루크셰트라 전쟁의 가장 위대한 전사이자 중심 영웅 중 한 명이 된다.

## 도상학

### 불교와 자이나교
전차를 타고 있는 수리야의 가장 오래된 묘사는 부다가야의 마하보디 사원 (기원전 2세기), 바자 석굴 (기원전 1세기), 그리고 칸다기리의 아난타 굼파 자이나교 동굴 (기원후 1세기)에서 나타난다. 이들은 플라톤 1세와 같은 그리스-박트리아 왕들의 주화에 나타나는 헬레니즘 신화의 전차를 탄 신 헬리오스의 묘사를 따른다.
수리야의 도상학은 시간이 지남에 따라 다양하게 변모하였다. 일부 고대 예술 작품, 특히 서기 초기의 작품들은 그의 도상학이 페르시아와 그리스에서 발견되는 것들과 유사하여 그리스, 이란, 스키타이의 영향이 있었음을 시사한다.
고대 인도에 그리스와 쿠샨의 영향이 미친 후, 그 다음 시대의 일부 수리야 상들은 그가 망토와 긴 부츠를 착용한 모습을 보인다.

일부 불교 예술 작품에서는 그의 전차가 네 마리 말에 의해 끌리는 것으로 묘사된다. 네팔의 불교 사원 문은 그를 찬드라(달의 신)와 함께 상징적으로 수리야를 붉은 원과 광선으로 묘사한다.

### 힌두교

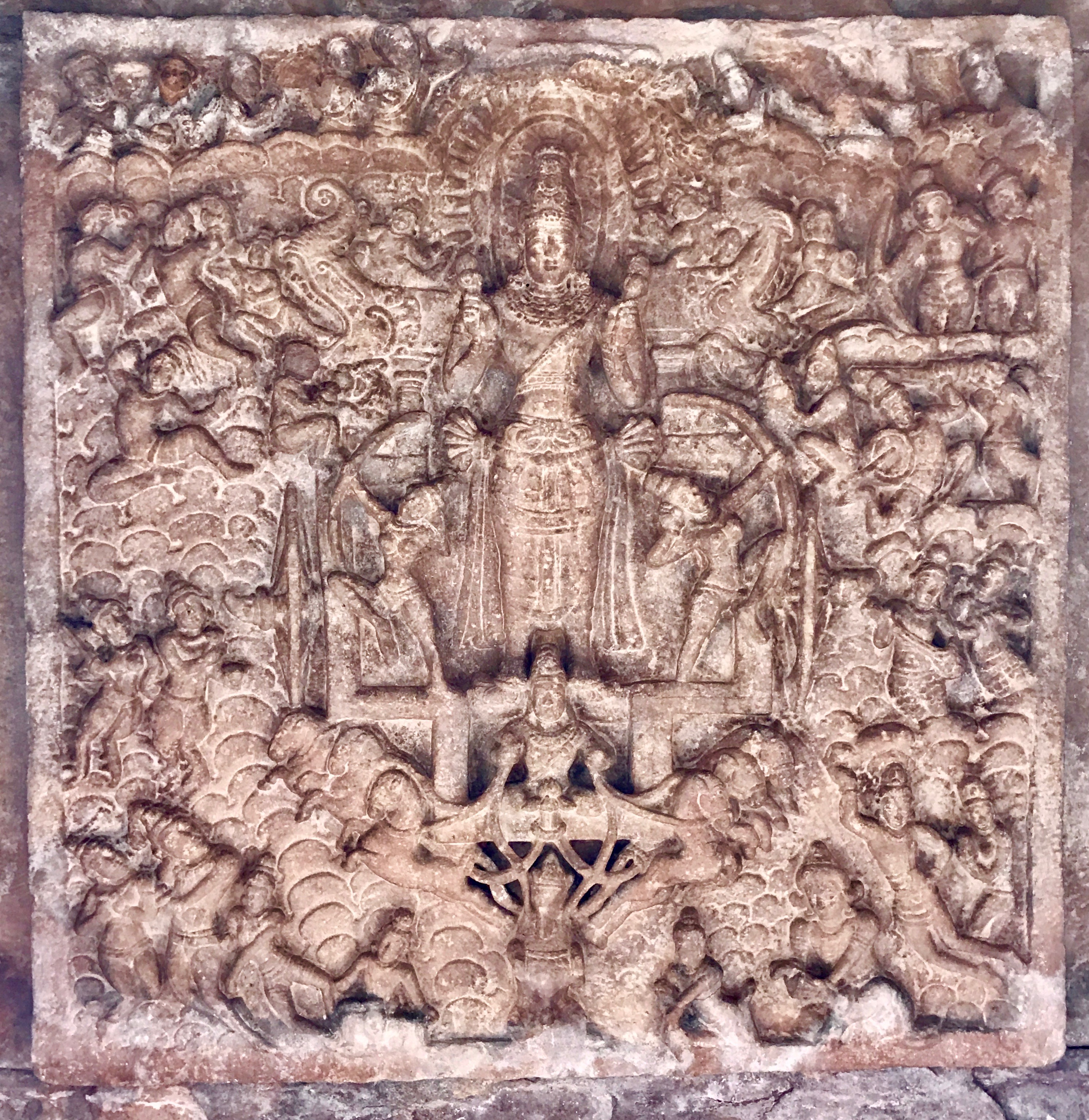
힌두교 맥락에서 수리야의 초기 묘사 중 하나인 파타다칼의 비루팍샤 사원 (기원후 8세기).

힌두교 맥락에서 태양신은 파타다칼의 비루팍샤 사원 (기원후 8세기)처럼 후대에야 나타난다. 힌두교에서 수리야의 도상학은 텍스트에 따라 다양하다. 그는 일반적으로 두 손에 연꽃을 들고, 한 마리 또는 그 이상의 말(보통 일곱 마리)이 끄는 전차를 탄 찬란한 모습으로 묘사된다.
일곱 마리의 말들은 산스크리트어 시학의 일곱 가지 운율인 가야트리, 브리하티, 우슈니, 자가티, 트리슈투바, 아누슈투바, 판크티의 이름을 따왔다.
바라하미히라 ( 505–587c.)의 힌두교 건축, 도상학 및 디자인 지침을 담은 텍스트인 브리하트 삼히타는 수리야를 두 손에 왕관을 쓰고 있는 모습으로 묘사해야 한다고 명시한다. 특히 그의 의상은 북방식 (즉, 부츠를 신은 중앙아시아식)이라고 설명한다.
이와 대조적으로, 건축에 대한 또 다른 힌두교 텍스트인 비슈누다르모타라(Vishnudharmottara)는 수리야의 도상학이 네 손을 가진 모습으로, 두 손에는 꽃을, 세 번째 손에는 지팡이를, 네 번째 손에는 필기도구(지식의 상징인 쿤디 야자잎과 펜)를 들고 있어야 한다고 명시한다. 두 책 모두 그의 전차 운전사는 앉아 있는 아루나라고 언급한다. 보통 두 여성은 그를 옆에 두고 서 있는데, 이들은 새벽의 여신들인 우샤와 프라트유샤를 나타낸다. 이 여신들은 어둠에 도전하는 그들의 주도성을 상징하는 화살을 쏘는 모습으로 묘사된다. 다른 묘사에서는 이 여신들이 수리야의 두 아내인 삼즈나와 차야이다. 일부 문헌에 따르면 그는 라즈니와 프라바라는 두 명의 아내를 더 가졌다.
수리야의 비상징적 상징물로는 스와스티카와 반지 모양 돌이 있다. 마하바라타, 수리야 사타캄, 또는 바차바티의 프라사스티를 포함한 다양한 문헌에서 수리야는 수많은 반신 반인 존재들에 의해 숭배되는 것으로 묘사된다. 이 존재들, 즉 싯다, 차라나, 간다르바, 야크샤, 구햐카, 그리고 나가들은 축복을 얻고자 수리야의 전차가 하늘을 가로지르는 길을 따른다.

## 천문학

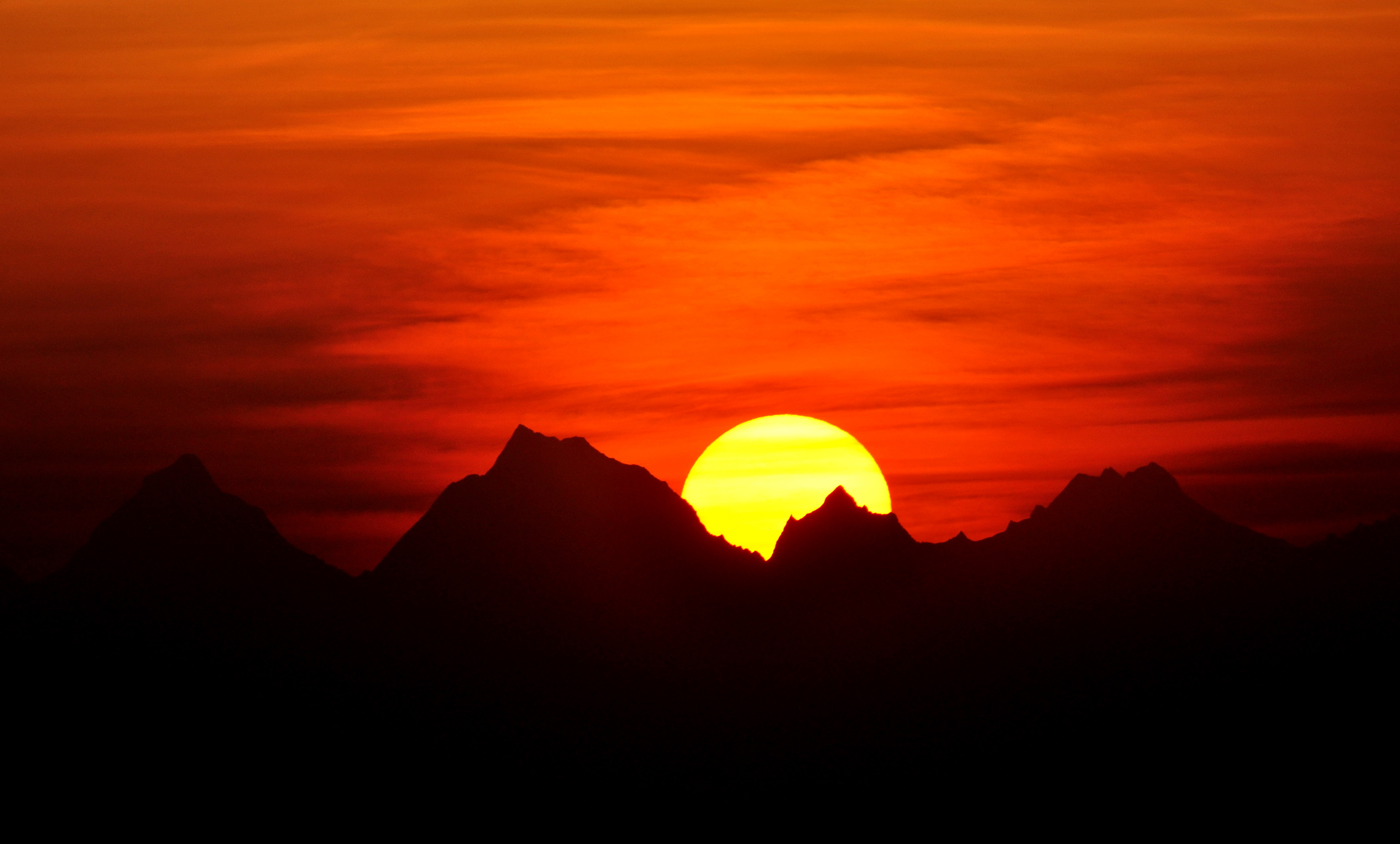
인도 문헌에서 수리야는 태양을 의미한다. 위: 우타라칸드주, 인도에서의 일출

수리야는 5세기 아리아바타의 아리아바티야, 6세기 라타데바의 로마카와 바라하미히라의 판차 싯단티카, 7세기 브라마굽타의 칸다카디아카, 8세기 랄라의 시샤디브리디다와 같은 다양한 산스크리트어 인도 천문학 텍스트에서 중요한 천체로 나타난다.
이 텍스트들은 수리야와 다양한 행성들을 제시하고 각 행성 운동의 특성을 추정한다. 5세기에서 10세기 사이에 완성된 것으로 추정되는 수리야 싯단타와 같은 다른 텍스트들은 신화가 섞인 다양한 행성들에 대한 장들을 제시한다.
이러한 텍스트의 필사본은 약간 다른 버전으로 존재하며, 수리야 및 행성 기반 계산과 지구에 대한 상대 운동을 제시한다. 이는 데이터가 다양하며, 텍스트가 그 수명 동안 공개되고 수정되었음을 시사한다. 예를 들어, 기원전 10세기 힌두 학자들은 천문학 연구를 통해 항성년을 다음과 같이 추정했는데, 약간 다른 결과가 나왔다.
| 힌두교 텍스트      | 항성년 추정 길이         |
| 수리야 싯단타      | 365일 6시간 12분 36.56초 |
| 파울리카 싯단타    | 365일 6시간 12분 36초    |
| 파라차라 싯단타    | 365일 6시간 12분 31.50초 |
| 아리아 싯단타      | 365일 6시간 12분 30.84초 |
| 라구 아리아 싯단타 | 365일 6시간 12분 30초    |
| 싯단타 시로마니    | 365일 6시간 12분 9초     |

이 중 가장 오래된 것은 수리야 싯단타일 가능성이 높고, 가장 정확한 것은 싯단타 시로마니이다.

### 황도대와 점성술

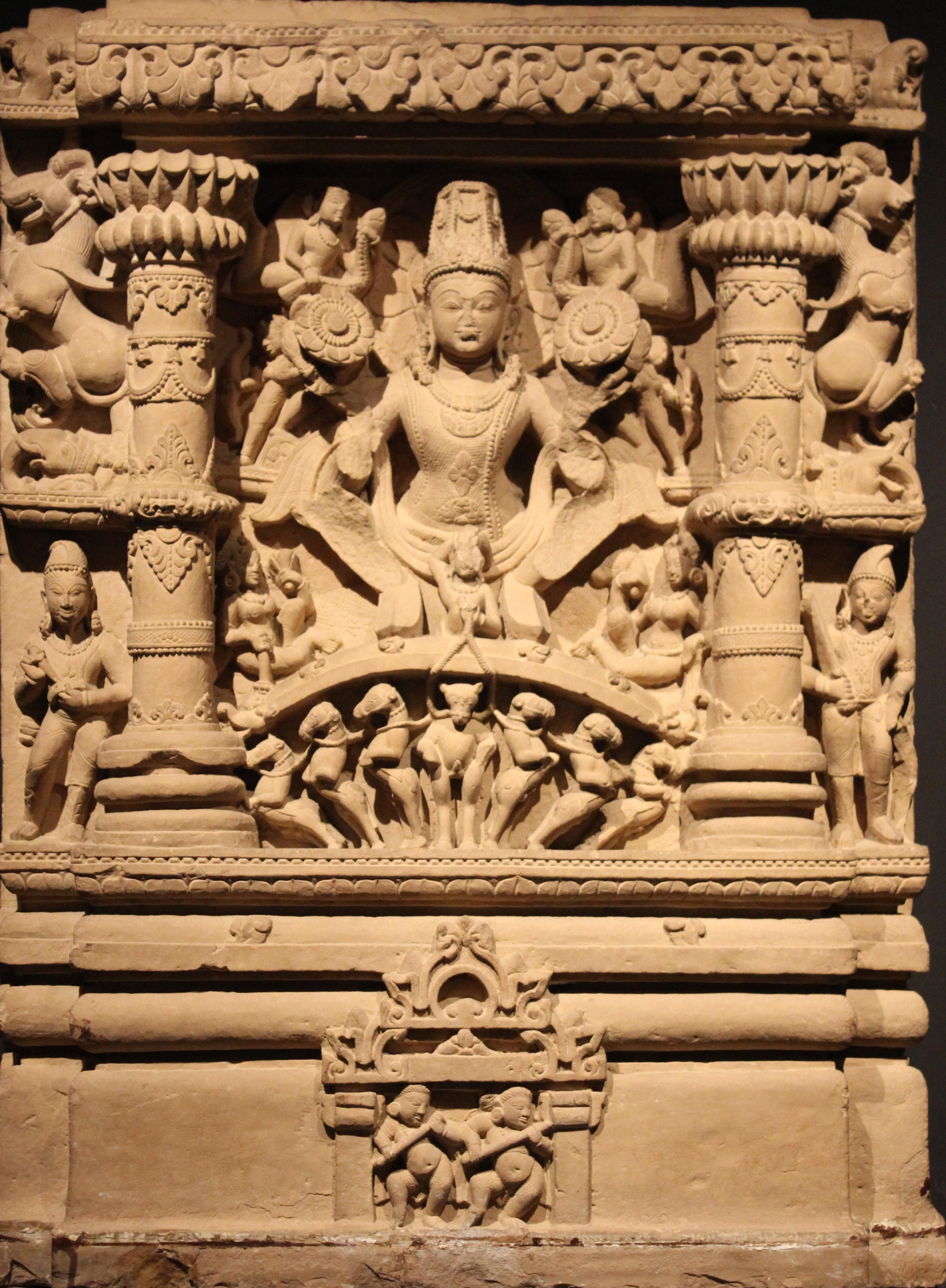
수리야(중앙)는 일반적으로 연꽃을 들고 말들이 끄는 전차를 탄 모습으로 묘사된다. 그는 그의 아내들(아래 여성 인물)과 자녀들(다른 남성 인물)을 동반한다. 새벽 여신들(위 여성 인물)은 활을 쏘는 모습으로 묘사된다. 기원후 9세기경.

수리야의 동의어인 라비는 힌두력에서 '라비바라' 또는 일요일의 어원이다. 인도와 그리스-로마 요일 명칭 모두에서 일요일은 태양에 헌정된다.
수리야는 힌두 황도대 시스템의 나바그라하의 일부이다. 나바그라하의 역할과 중요성은 다양한 영향을 받으며 시간이 지남에 따라 발전했다. 태양과 그 점성술적 중요성을 신격화하는 것은 베다 시대 초기에 일어났으며 베다에 기록되었다. 인도에서 기록된 가장 오래된 점성술 작업은 기원전 14세기에 편찬되기 시작한 베단가 조티샤이다. 이는 인더스 계곡 문명과 다양한 외래의 영향에 기반했을 가능성이 있다. 바빌로니아 점성술이 점성술과 달력을 처음 개발했으며, 인도 등 여러 문명에 채택되었다.
나바그라하는 초기 점성술 연구에서 시간이 지남에 따라 발전했다. 태양과 다양한 고대의 행성은 기원전 1000년경 아타르바베다에서 언급되었다. 나바그라하는 조로아스터 및 헬레니즘의 영향을 포함한 서아시아의 추가 기여로 더욱 발전했다. 야바나자타카 또는 '야바나의 과학'은 서사트라프 왕 루드라카르만 1세 통치하에 "야바네스와라" ("그리스인의 주")라는 인도-그리스 왕국에 의해 기원전 120년에 쓰여졌다. 기원전 120년에 쓰여진 야바나자타카는 종종 인도 점성술을 표준화한 것으로 알려져 있다. 나바그라하는 사카 시대에 사카 또는 스키타이 민족에 의해 더욱 발전하고 완성될 것이다.
또한 사카족의 공헌은 인도 국정력의 기초가 될 것이며, 이 역시 사카 달력이라고 불린다.
힌두력은 태음태양력으로, 음력과 양력 주기를 모두 기록한다. 나바그라하와 마찬가지로, 이 달력은 다양한 작업의 연속적인 기여로 발전했다.

## 사원과 숭배
수리야 사원은 인도 여러 곳에서 발견된다. 수리야 사원보다 더 흔한 것은 수리야와 관련된 예술 작품으로, 힌두교 내의 다양한 전통의 모든 종류의 사원, 예를 들어 시바, 비슈누, 가네샤, 샤크티와 관련된 힌두교 사원에서 발견된다.
사원 벽, 요새, 그리고 많은 힌두 수도원 문 위의 예술 작품에 수리야가 새겨져 있다.

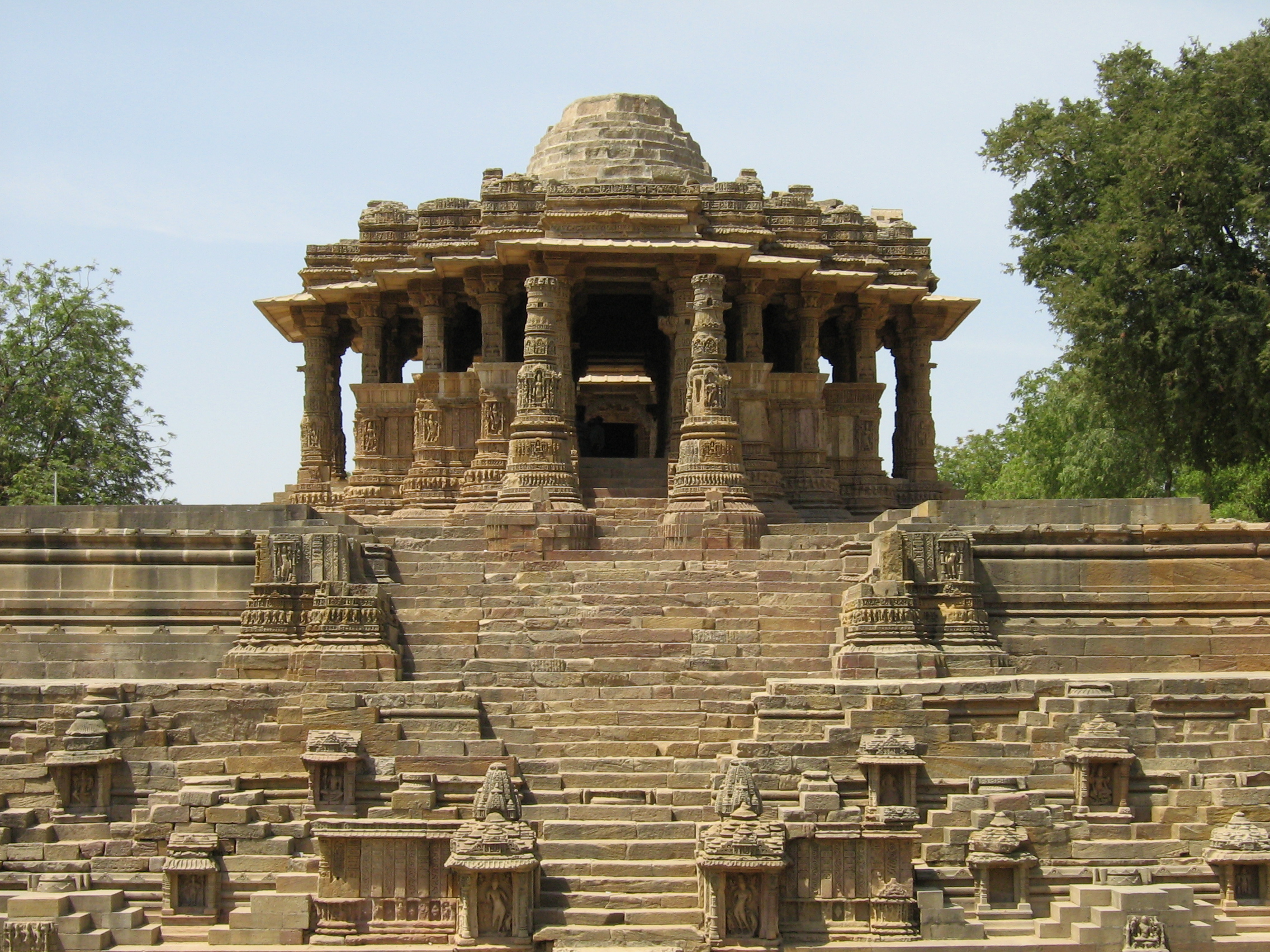
모데라 태양신 사원

수리야 상과 예술 작품을 포함하는 많은 사원들은 기원후 1천년 후반과 2천년 초기로 거슬러 올라간다. 예를 들어, 마디아프라데시주의 11세기 카드와하에 있는 비슈누파 사원은 문에 다른 많은 신들과 여신들과 함께 수리야 예술 작품을 특징으로 한다. 중인도의 8세기와 9세기 여신 (샤크티파) 사원들은 비슷하게 사원 내에 다른 힌두교 신들과 함께 수리야를 새겨 넣었다. 라자스탄의 강가다르에 있는 6세기 시바 사원에는 수리야가 포함된다.
이와 유사한 언급은 5세기 만다소르 비문과 같이 힌두교 사원 근처에서 발견된 석비에서도 찾을 수 있다.
이러한 사원들은, 마이클 마이스터에 따르면, 한 신이나 여신을 다른 신이나 여신보다 더 영광스럽게 여기지 않고, 복잡한 도상학에서 독립적으로 그리고 동등한 강조로 제시한다.
인도의 동굴 사원들도 마찬가지로 다양한 신들과 여신들에게 헌정된 수리야를 특징으로 한다. 예를 들어, 마하라슈트라의 엘로라 석굴에 있는 6세기 조각들과 그곳의 8세기와 9세기 예술 작품들, 예를 들어 25번 동굴, 카일라사 사원 (16번 동굴) 등은 수리야의 완전한 도상학을 특징으로 한다.
힌두 사원은 주로 정동향으로 주 입구가 나 있으며, 그들의 정사각형 원리 기반 건축물은 떠오르는 수리야의 방향에 경건하게 정렬되어 있다. 해돋이 방향으로의 이러한 정렬은 인도 안팎의 대부분의 불교 및 자이나교 사원에서도 발견된다.

### 봉헌된 사원
수리야에게 헌정된 유명한 사원은 인도 안드라프라데시주 스리카쿨람 지구에 있는 아라사발리에 있다. 해안 지구의 이 사원은 마이너 루나 스탠드스틸에 맞춰진 위도가 특이하다. 또한 북인도의 태음력에서 남인도의 태양력으로의 전환이 지역 문화에서 볼 수 있다. 이곳은 아마도 오늘날까지 기도가 드려지는 인도 반도에서 가장 동쪽의 해안 태양신 사원일 것이다. 치카콜이라는 이 지역은 메가스테네스의 일기 (칼링가 (역사적 지역))에 등장하는 칼링가 왕국의 칼링가파트남 항구와 관련하여 중요하다. 디아스포라는 오늘날의 동남아시아의 역사적인 칼링가주, 칼링가 왕국 등에 퍼져 있다. 

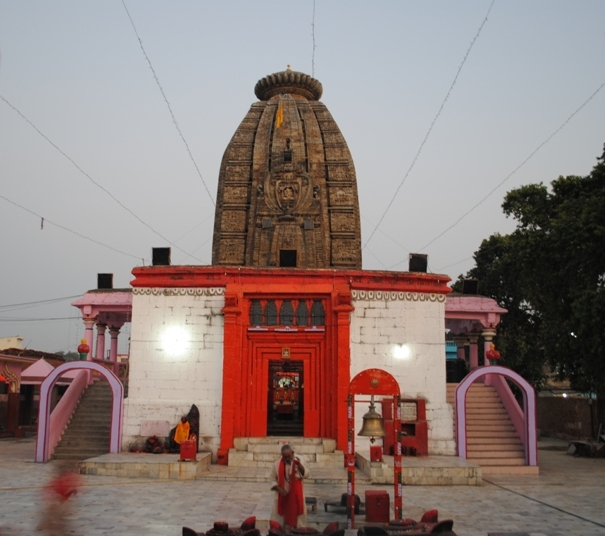
데오 수리야 만디르

가장 많이 숭배되는 다른 수리야 사원은 데오 수리야 만디르이다. 비하르주 데오의 태양 사원은 차트 푸자를 위한 인도 데오, 비하르에서 가장 주목할 만하고 주요 인파를 끄는 유명한 사원 및 종교 장소 중 하나이다. 데오 태양 사원은 8세기에 지어졌다. 마찬가지로 비하르주의 미틸라 지역에는 사하르사 지구의 칸다하 마을에 마르칸데이아르크 수리야 만디르라고도 불리는 칸다하 수리야 만디르가 수리야나라야나 경에게 헌정되어 있다. 이는 크리슈나의 아들인 삼바에 의해 지어졌다고 믿어진다. 미틸라 지역의 시타마르히 지구에는 두 개의 주요 수리야 사원이 있다. 그들은 푸나우라 담의 수리야 만디르와 망갈담의 나바그라하 수리야 만디르이다. 마두바니 지구에는 카말라디트야 스탄 캠퍼스에 카말라르크 수리야 만디르로 알려진 고대 수리야 사원이 있다.
타밀나두주에는 나바그라하 사원이 세계적으로 유명하다. 탄자부르 지역에 위치한 수리야나르 코빌은 나바그라하 사원 중 하나이며 수리야에게 봉헌되었다. 여기서 수리야 경은 시바수리야 페루말이라고 불린다. 이곳은 타밀나두의 나바그라하 사원 중 첫 번째이다.
가장 유명한 수리야 사원은 오리사의 세계문화유산인 코나라크의 태양신 사원이다. 13세기에 동강가 왕조에 의해 기존의 수리야 신 순례지에 건설된 이 사원의 건축물은 12개의 바퀴와 7마리의 말이 끄는 거대한 전차를 모방한다.
이 사원에는 수리야의 세 가지 표현이 나타나며, 주요 대형 수리야상은 파괴되었고, 사원은 반복된 무슬림 침략으로 인해 훼손되었다.(p. 17–20)
코나라크 외에도 오리사에는 비란치 나라얀 태양신 사원이라는 두 개의 태양신 사원이 더 있다.
인도 여러 지역에는 태양신 사원들이 있는데, 예를 들어 구자라트의 모데라 태양신 사원이 있다. 이 사원은 차울루키아 왕조의 빔데브 왕이 후원했다. 다른 주요 수리야 사원으로는 마하라슈트라의 카셸리(라트나기리 지구)에 있는 카나카디티아 사원, 라자스탄 자이푸르의 유명한 갈타지 사원 근처, 그리고 아삼주에 있다.
아디티야푸람 태양신 사원은 인도 케랄라주 코타얌 지구 카두투루티 근처 이라비망갈람에 위치한 힌두교 사원으로 수리야에게 헌정되었다. 이 사원은 케랄라주에서 유일한 수리야 신전으로 알려져 있다.
잠무 카슈미르 (연방 직할지)의 마르탄드 태양신 사원은 이슬람 군대에 의해 파괴되었다. 북인도에 남아 있는 수리야 사원으로는 12세기 카타르말 왕이 지은 알모라 지구의 카타르말 수리야 만디르가 있다.
구르자르족은 본질적으로 태양 숭배자였으며, 일부 태양 사원들은 중세 시대에 그들에 의해 세워졌다. 자야디티야로 알려진 태양 사원은 난디푸리의 구르자르 왕인 자야바타 2세에 의해 건설되었다. 이 사원은 바라카차 지구 카피카 근처 코티푸라에 위치한다.
자아스와미 수리야 사원으로 알려진 빈말의 수리야 사원도 이 시기에 세워졌다.

### 인도 외부의 수리야 사원

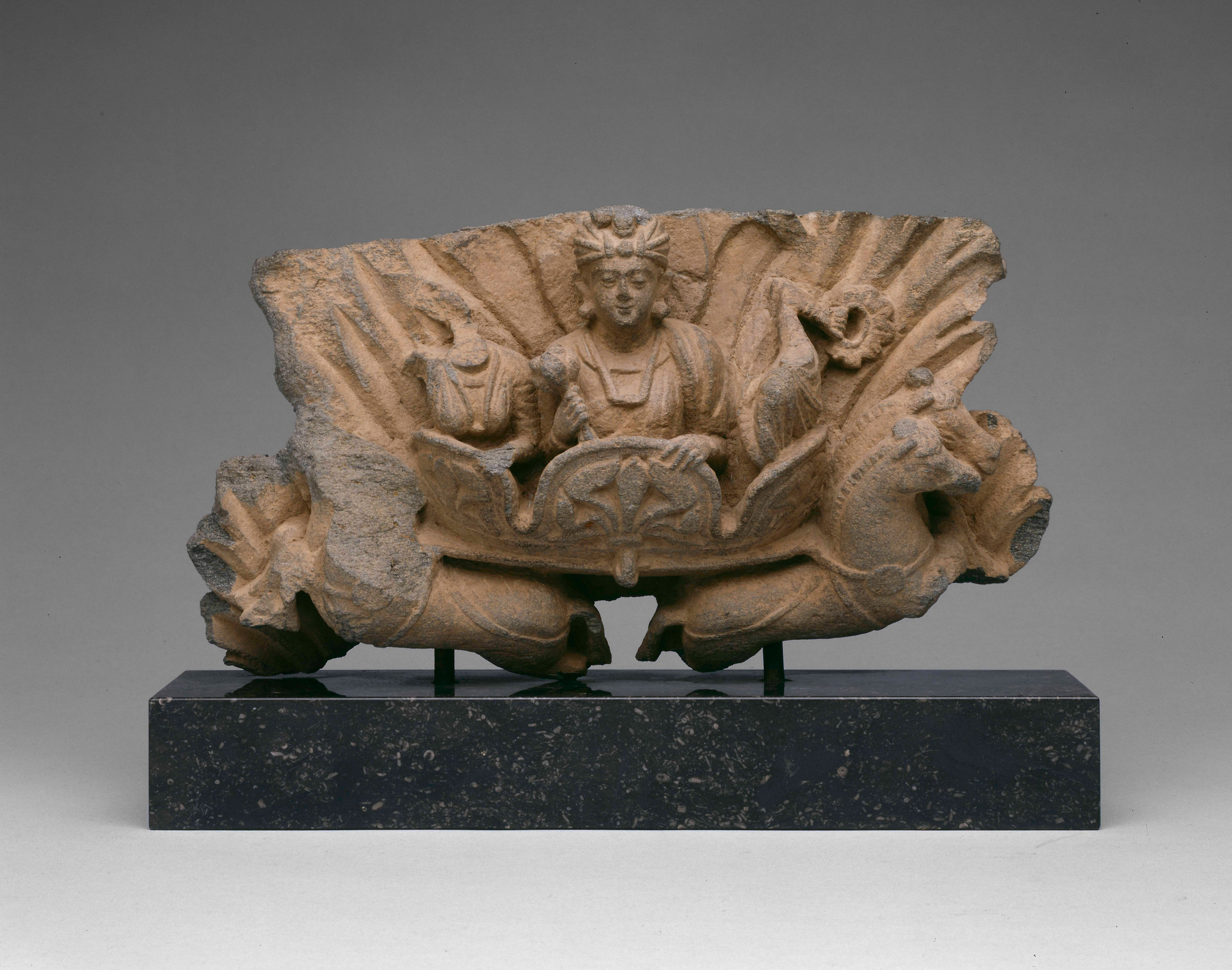
수리야를 특징으로 하는 인도-코린토스식 기둥머리. 간다라, 기원후 2세기.

물탄 태양신 사원(현대 파키스탄)에는 숭배받는 수리야 상이 있었다. 이 사원은 힌두-무슬림 종교 분쟁의 초점 중 하나였다.
기원전 871년 이후 물탄(펀자브)은 아랍 왕자들의 통치 아래 있었는데, 이들은 힌두 구르자라가 자신들을 공격하면 파괴하겠다고 위협하기 위해 수리야 사원을 인질로 잡고 훼손했다.

초기 무슬림 통치자들은 힌두 순례자들이 수리야 사원을 방문하는 특권에 대해 세금을 부과했고, 이는 이 통치자들에게 중요한 수입원이 되었다.
수리야 사원은 10세기 후반 이슬람 시아파 통치자들에 의해 파괴되었고, 그들은 물탄의 수니파 자마 모스크를 버리고 그 부지 위에 모스크를 지었다.
태양신 사원 유적 위에 지어진 이 이스마일리아 시아파 모스크는 이후 수니파 통치자 마흐무드 (가즈나 왕조)에 의해 파괴되었고, 태양신 사원은 재건되지 않고 빈 공간으로 남겨졌다. 이러한 행동은 물탄에서 수니파 모스크의 중요성을 재확립하는 데 기여했다.
캄보디아와 태국에서 발견되는 1천년기 동남아시아 미술 작품에서 시바와 비슈누가 더 흔하게 나타나지만, 고고학적 증거에 따르면 수리야 신은 이 지역에 일찍이 채택된 신들 중 하나였으며 불교가 지배적인 전통이 된 후에도 유지되었다.

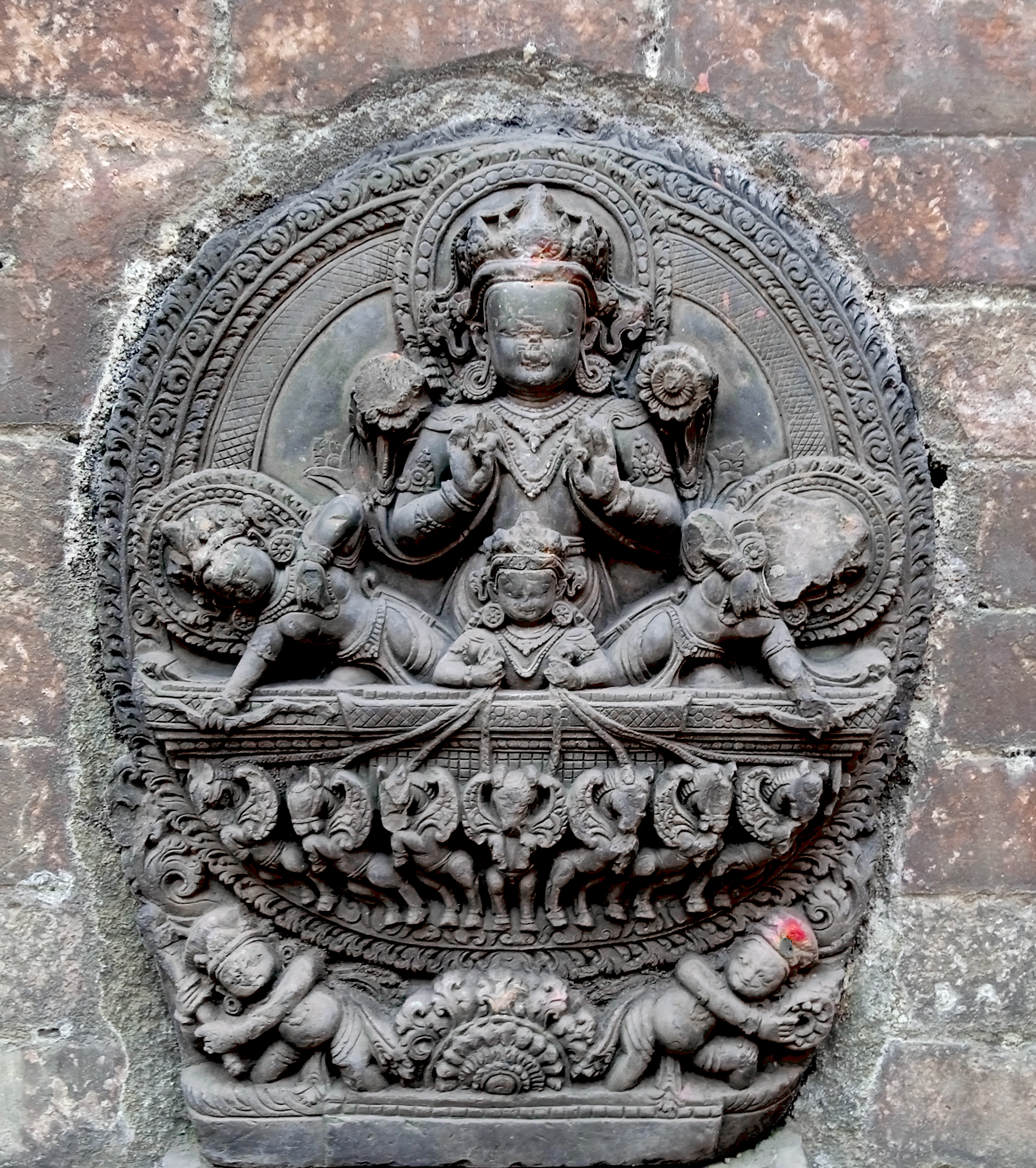
수리야를 묘사한 네팔 석상

카불의 카이르하나에는 수리야에게 봉헌된 힌두교 사원이 있는데, 두 가지 뚜렷한 시기로 나뉜다. 첫 번째 시기는 흙벽돌 사원으로, 인간 희생의 흔적이 남아 있을 가능성이 있다. 이는 나중에 회색편암 석판으로 지어진 세 개의 별도 성소로 대체되었으며, 다이어퍼 석조 건축의 부속 건물과 반원형 울타리 안의 야외 제단으로 둘러싸여 있었다. 가장 중요한 발견은 두 개의 대리석 수리야 조각상으로, 첫 번째는 원래 발굴(1934년, Delegation Archaeologique Française Afghanistan) 중에 발견되었고, 두 번째는 1980년에 우연히 발견되었다.
네팔에서는 11세기 타파히티와 사우갈톨, 12세기 나크살 석조 조각상과 같은 많은 수리야 사원과 예술 작품이 중세 시대로 거슬러 올라간다.
 1600 BCEc.에 설립된 쓰촨성 성도 청두시에서 약 40 km 떨어진 삼성퇴 문화 유적지에서 발견된 유물들은 수리야와 유사한 고대 태양신 숭배를 보여준다. 이 유물들에는 네 마리 새가 태양신 주변을 나는 디자인의 금박과 수리야-차크라 청동 조각상이 포함되어 있다.

## 문화, 예술 및 기타 종교에서

### 축제

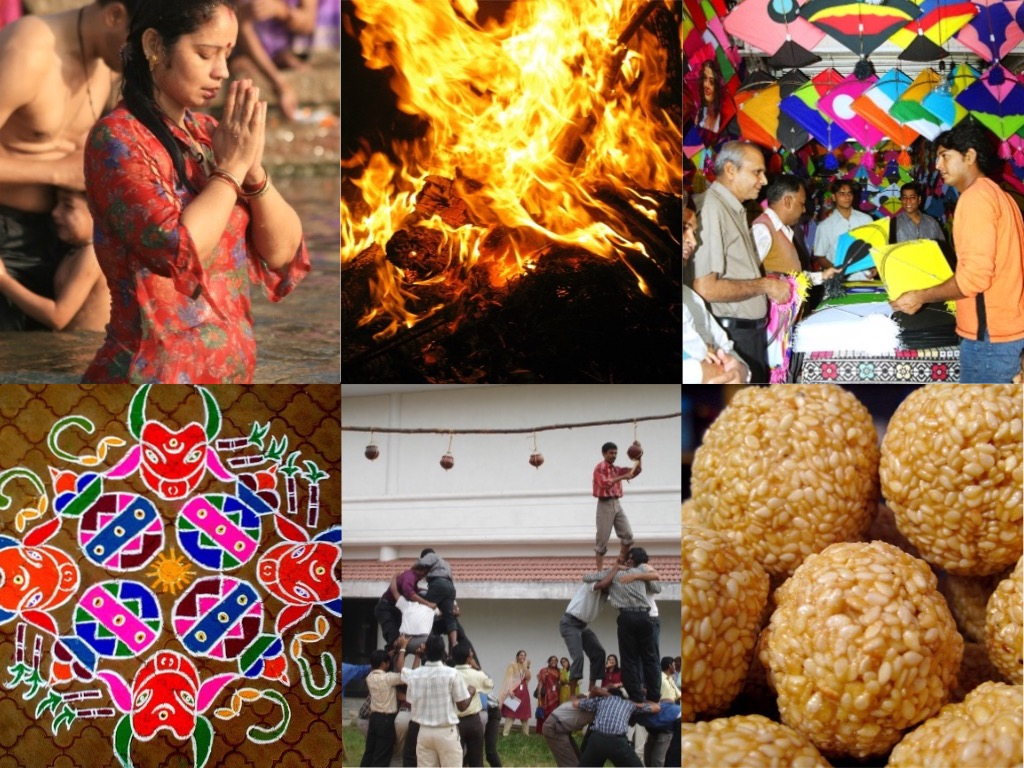
마카르 산크란티 축제의 다양한 의식.

수리야 신을 기념하는 다양한 축제들이 인도 지역마다 다르게 열린다. 퐁갈 축제 또는 마카라 산크란티는 태양신에게 헌정된 가장 널리 기념되는 힌두 축제이다. 이들은 풍년을 기념한다. 수리야에 초점을 맞춘 다른 축제로는 비하르, 동부 우타르프라데시, 인근 지역의 차트, 삼바 다시미, 라타 삽타미도 수리야를 기리는 주요 축제이다. 차트는 디왈리 직후 3일간 금식한 후 강이나 연못에서 태양을 기억하며 목욕을 하는 방식으로 기념된다. 마찬가지로 고아에서는 아이타르 푸자가 기념된다.
후자는 마하라슈트라주에서 아디트야 라누바이라고 불린다.
퐁갈 축제의 둘째 날은 타밀나두주에서 수리야에게 헌정되며, 이를 "수리야 퐁갈"이라고 부른다. 카르틱 푸자라는 또 다른 축제는 시바, 비슈누, 락슈미, 라다, 크리슈나, 툴시와 함께 수리야를 기념한다. 이 축제는 힌두 여성들이 주로 강가 강과 같은 강을 방문하여 사교 활동과 단체 노래를 하며 지킨다.

### 춤
바라타나탸암과 같은 인도 고전 무용의 레퍼토리에는 태양의 광선이 온 우주로 비추는 것을 상징하는 자세들이 포함되어 있는데, 이는 수리야에게 경의를 표하는 형식이다.

### 요가

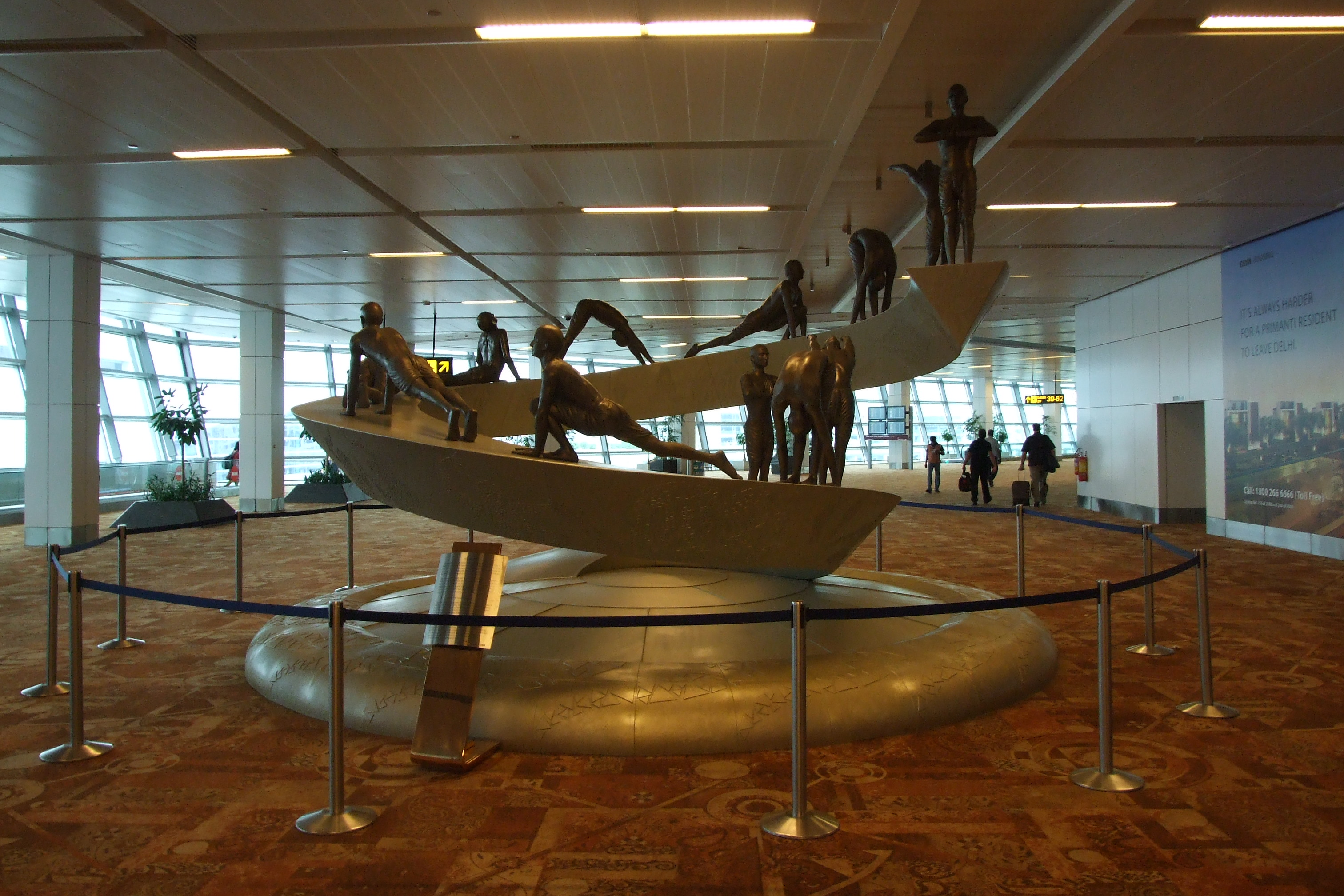
뉴델리 인디라 간디 국제공항 제3터미널에 있는 수리야 나마스카라 A의 12가지 아사나를 묘사한 조각, 니킬 반다리 제작.

수리야 나마스카라는 말 그대로 태양 경배를 의미한다. 이는 우아하게 연결된 일련의 아사나를 기반으로 하는 요가 워밍업 루틴이다. 이 명칭은 태양을 모든 생명의 영혼이자 근원으로 상징하는 것을 의미한다. 이는 20세기에 발전한 비교적 현대적인 수행이다.
요기들은 자신의 아사나 수련에 앞서 수리야 나마스카라와 같은 개인화된 요가 워밍업 루틴을 개발할 수 있다.
가야트리 만트라는 수리야(사비트르)와 연관되어 있다. 이 만트라가 가장 일찍 등장한 곳은 리그베다 3.62.10 찬가이다.
우리 자신의 바람직한 광휘를 만들 수 있게 하소서
우리의 통찰을 깨우쳐 주실 사비트르 신의 광휘를.
가야트리 만트라 (S. 제미슨 번역)

### 불교
수리야는 아쇼카 황제에게 귀속되는 고대 예술 작품과 같이 불교 예술 작품에서 신으로 기념된다. 그는 부다가야의 마하보디 사원에 있는 부조에 네 마리 말이 끄는 전차를 타고 우샤스와 프라트유샤가 옆에 있는 모습으로 나타난다. 이러한 예술 작품은 선이 악에 승리하는 상징으로서의 수리야가 이전 인도 전통에서 불교로 채택된 개념임을 시사한다.
중국의 불교에서 수리야(日天, 리톈)는 불교의 수호신인 이십사 제천(二十四諸天, 얼스쓰 주톈) 중 한 명으로 여겨진다.
그의 동상은 보통 중국 불교 사원의 대웅전에 다른 데바들과 함께 모셔져 있다.
일본의 불교에서 수리야는 불교 사원 안팎에서 발견되는 수호신인 십이천(十二天, 주니텐) 중 하나이다.
일본에서는 그를 "닛텐"이라고 불렀다.
메루산 불교 우주론 체계에서 수리야는 달의 남신과 대비되는 여신으로 여겨진다.

## 인도 아대륙 외부

### 인도네시아

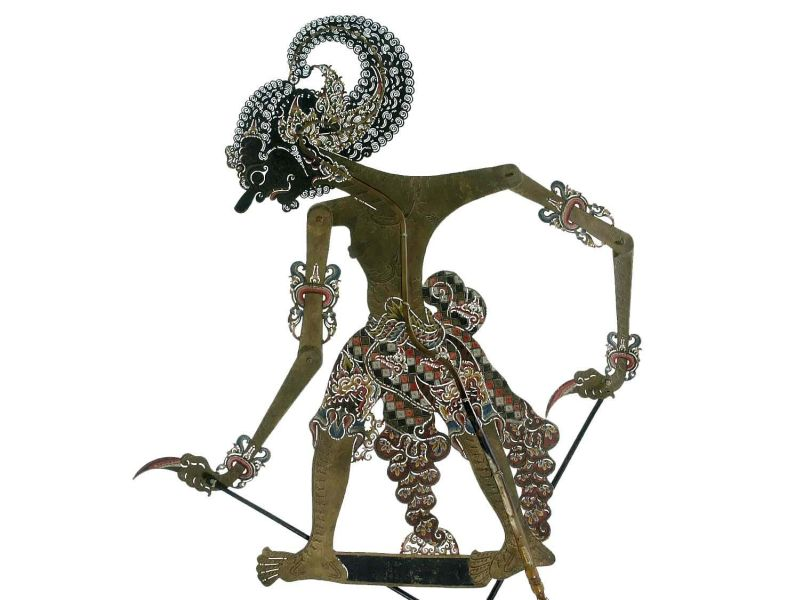
바타라 수리야 와양 (인형극) 인물들

인도네시아에서 수리야(인도네시아어: Batara Surya)는 인도네시아 문화에 태양을 다스리는 신으로 채택되어 "바타라"라는 칭호를 받았다. 바타라 수리야는 그가 선택한 사람들에게 가보나 선물을 주는 것으로 유명하다. 이 신은 다양한 여성들로부터 많은 자녀를 낳은 것으로 유명하며, 그 중에는 마하바라타의 데위 쿤티가 낳은 아디파티 카르나가 있다.
바타라 수리야는 아노만이 그의 어머니인 데위 안자니와 남편에게 저주받은 할머니에게 일어난 일에 대해 바타라 수리야를 비난했을 때 공격받았다. 아노만은 바타라 수리야가 책임져야 한다고 느껴, 아노만은 자신의 마법으로 온 세상의 구름을 모아 자연 세계를 덮어 햇빛이 지구에 닿지 못하게 했다. 다행히 이 사건은 원만하게 해결되어 아노만은 자발적으로 구름을 다시 걷어내어 자연 세계가 다시 햇빛을 받게 되었다. 수리야에게는 사란유(사라니야, 사란야, 산즈나, 또는 상야라고도 불림), 라그이, 프라바라는 세 명의 왕비가 있다. 사란유는 바이와스와타 마누(현재의 7번째 마누)와 쌍둥이 야마라자 (죽음의 신)와 그의 여동생 야미의 어머니이다. 그녀는 또한 아슈빈 쌍둥이와 신들을 낳았다. 사란유는 수리야의 밝은 빛을 견딜 수 없어 자신의 복제인 차야를 만들어 그녀에게 자신이 없는 동안 수리야의 아내 역할을 하도록 명령했다. 차야는 수리야와의 사이에 두 아들(사바르니 마누(다음 8번째 마누)와 샤니 (토성의 신))과 두 딸(타프티와 비슈티)을 낳았다. 바타라 수리야는 또한 라그이와의 사이에 레완타 또는 라이와타라는 아들을 낳았다. 흥미롭게도 수리야의 두 아들, 샤니와 야마는 사후 인간의 삶을 심판하는 일을 담당한다. 샤니는 적절한 처벌과 보상을 통해 한 사람의 삶에 대한 행동의 결과를 부여하며, 야마는 사후 행동의 결과를 부여한다.
라마야나에서 수리야는 라마와 락슈마나가 라바나 왕을 물리치는 데 도움을 준 수그리바 왕의 아버지로 언급된다. 그는 또한 하누만을 자신의 스승으로 훈련시킨다. 마하바라타에서 쿤티는 현자 두르바사로부터 만트라를 받는데, 이를 외우면 어떤 신이든 소환하여 그를 통해 자녀를 낳을 수 있게 된다. 이 주문의 힘을 믿고 쿤티는 무심코 수리야를 소환하지만, 수리야가 나타나자 그녀는 겁에 질려 그에게 돌아가라고 요구한다. 그러나 수리야는 돌아가기 전에 주문을 이행할 의무가 있다. 수리야는 기적적으로 데위 쿤티가 처녀성을 유지한 채 아이를 낳게 하여, 그녀가 미혼 공주로서 어떠한 수치도 당하지 않고 사회의 질문 대상이 되지 않도록 했다. 쿤티는 아들 카르나를 버릴 수밖에 없었고, 카르나는 성장하여 쿠루크셰트라 전쟁의 중심 인물 중 한 명이 된다.

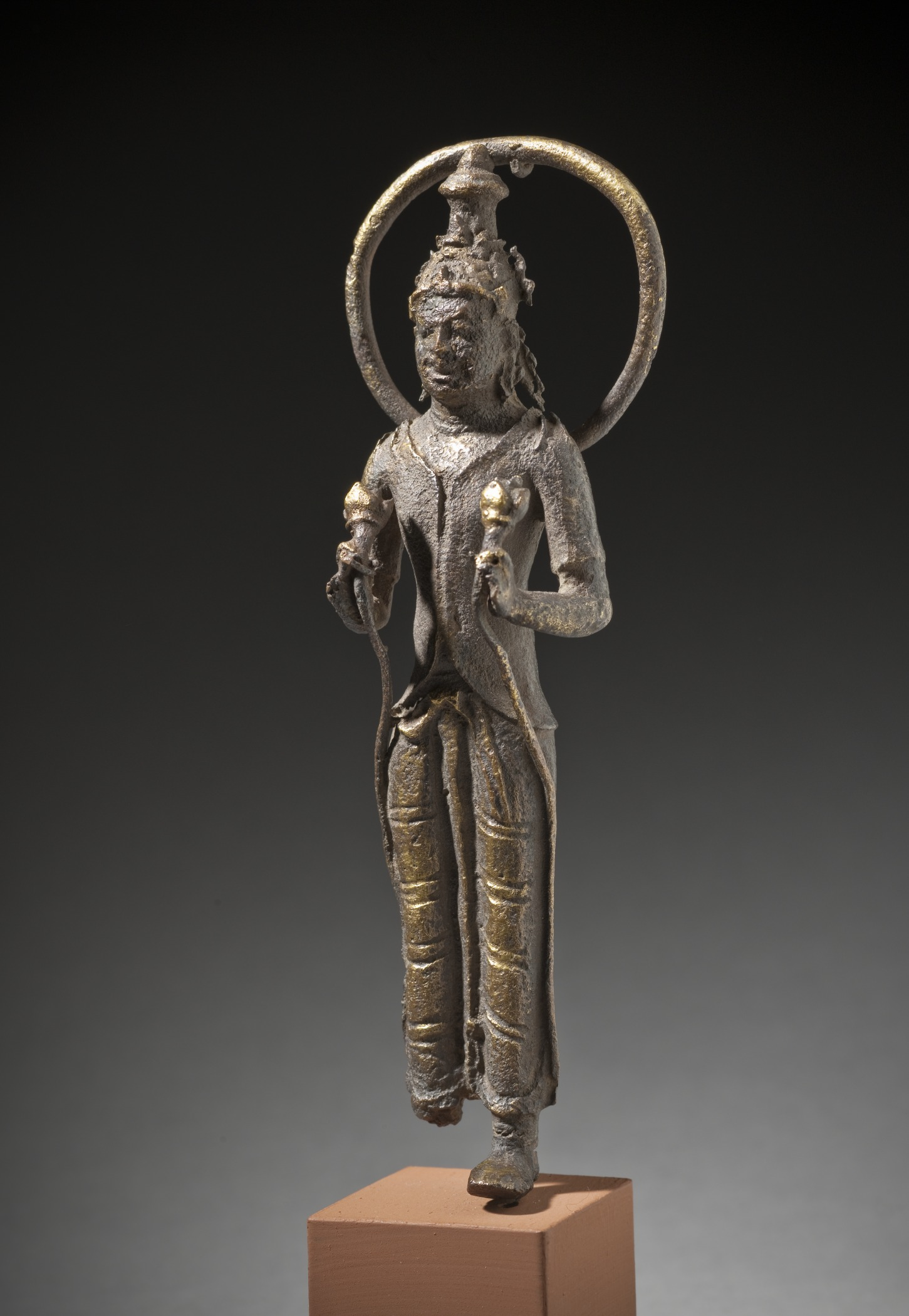
바타라 수리야 동상, 8세기 후반, 중앙자와주, 인도네시아

#### 발리에서 시바 라디티야 숭배
발리의 푸라나에서 바타라 수리야는 시바의 가장 지능적인 제자이므로, 수리야 라디티야라는 칭호를 받았고 시바의 지능 또는 초자연적인 힘을 알아내는 본보기로 사용되었으며, 바타라 수리야의 감사로 시바는 신들의 스승이므로 바타라 구루라는 명예 칭호를 받았다. 그러나 다른 주장도 있는데, 마하르시가 베다 체스 책을 해석한 푸라나의 변형에서, 나중에 루드라로 변모하고 결국 시바라고 불리게 된 것이 데와 수리야였기 때문에, 숭배 찬가에서는 종종 시바 아디티야라는 용어가 사용된다.
가마 발리 개념에는 펠링기 수리야 또는 파드마사나라는 펠링기가 있는데, 이는 시바 라디트야 또는 태양신으로 현현하는 시바를 숭배하는 장소이다. 야유르 베다에는 수리야 바타라로 현현하는 신을 아침에 숭배하는 술링기에게 특별한 의식이 있는데, 이는 수리야 세와나 또는 수리야 나마스카라에서 유래하며 수리야 바타라를 숭배한다는 의미이다. 판차 셈바 만트라에도 시바 라디트야를 향한 특별한 만트라가 있다. 일반적인 견해에 따르면, 바타라 수리야는 생명의 증인이자 시바 경의 가장 훌륭한 제자이므로, 그는 하양 시와 라디트야("시바 경의 제자 수리야")라는 칭호를 받았다. 발리에서 데와 수리야의 중요성은 발리의 모든 야드냐 의식에서 항상 존재해야 하는 상가 수리야의 존재에서 알 수 있다. 그리고 이것은 바마 케르티 론타르를 비롯한 여러 발리 문학 필사본에 담겨 있다.

### 참조주
1. ↑  《Encyclopaedia of Hinduism》. Sarup & Sons. 1999. ISBN 9788176250641.
2. ↑  Wendy Doniger (1999). 《Merriam-Webster's Encyclopedia of World Religions》. Merriam-Webster. 1039쪽. ISBN 978-0-87779-044-0.
3. 1 2  
Jansen, Eva Rudy. 《The Book of Hindu Imagery: Gods, manifestations, and their meaning》. 65쪽.
4. ↑  《South Indian Hindu Festivals and Traditions》. Abhinav Publications. 2005. ISBN 9788170174158.
5. ↑  〈Surya〉. 《Oxford Dictionaries (en.oxforddictionaries.com)》. 2017년 9월 15일에 원본 문서에서 보존된 문서. 2017년 9월 15일에 확인함.
6. 1 2  달랄, p. 399
7. ↑  Flood, Gavin (1996). 《An Introduction to Hinduism》. Cambridge University Press. ISBN 9780521438780.
8. 1 2 3 4  달랄, pp. 5, 311
9. ↑  van der Geer, Alexandra Anna Enrica (2008). 《Animals in Stone: Indian Mammals Sculptured Through Time》. BRILL. 236–쪽. ISBN 978-90-04-16819-0.
10. ↑  Gopal, Madan (1990).  K. S. Gautam, 편집. 《India through the ages》. Publication Division, Ministry of Information and Broadcasting, Government of India. 76쪽.
11. 1 2  Shimkhada, Deepak (1984). 《The Masquerading Sun: A Unique Syncretic Image in Nepal》. 《Artibus Asiae》 45. 223–229쪽. doi:10.2307/3249732. JSTOR 3249732.
12. ↑  Blurton, T. Richard (1993). 《Hindu Art》. Harvard University Press. 118쪽. ISBN 978-0-674-39189-5.
13. 1 2 3 4  
Kumar, Rajiv; Kumar, Anil (2010). 《A unique Sūrya carving on Aśokan railings at Bodhgaya》. 《Annals of the Bhandarkar Oriental Research Institute》 91. 87–89쪽. JSTOR 41692162.
14. ↑  Vyas, R. T.; Shah, Umakant Premanand (1995). 《Studies in Jaina Art and Iconography and Allied Subjects》. Abhinav Publications. 23–24쪽. ISBN 978-81-7017-316-8.
15. ↑  달랄, p. 89
16. ↑  Melton, J. Gordon (2011). 《Religious Celebrations: An Encyclopedia of Holidays, Festivals, Solemn Observances, and Spiritual Commemorations》. ABC-CLIO. 547–548쪽. ISBN 978-1-59884-205-0. Makar Sankranti is a festival held across India, under a variety of names, to honour the god of the sun, Surya.
17. ↑  Eck, Diana L. (2013). 《India: A Sacred Geography》. Random House. 152–154쪽. ISBN 978-0-385-53192-4.
18. 1 2  Lochtefeld, James G. (2002). 《The Illustrated Encyclopedia of Hinduism》 N–Z. The Rosen Publishing Group. 514쪽. ISBN 978-0-8239-3180-4.
19. ↑  Pathak, Ratnesh K., Humes, Cynthia Ann (1993) "Lolark Kund: Sun and Shiva Worship in the City of Light", [in] Living Banaras: Hindu Religion in Cultural Context, Bradley R. Hertel, Cynthia Ann Humes, [eds] pp. 206–211, SUNY Press, ISBN 0791413314
20. ↑  Barnett, Lionel D. (1994). 《Antiquities of India: An Account of the History and Culture of Ancient Hindustan》. Phillip Warner: London. 203 footnote 1쪽. ISBN 978-81-206-0530-5.
21. ↑  Martin Haug (1922), The Aitareya Brahmana of the Rigveda, Chapter 3, Verse 44, Editor: BD Basu, The Sacred Books of the Hindus Series, pages 163–164
22. ↑  
Atkins, Samuel D. (1938). 《A Vedic Hymn to the Sun-God Sūrya: (Translation and Exegesis of Rig-Veda 1. 115)》. 《Journal of the American Oriental Society》 58. 419–434쪽. doi:10.2307/594607. JSTOR 594607.
23. 1 2 3 4 5 6 7  달랄, pp. 399–401
24. 1 2 3  
MacDonell, Arthur Anthony (1996) [1897–1898]. 《Vedic Mythology》 reprint판. Motilal Banarsidass. 30–31쪽. ISBN 978-81-208-1113-3.
25. ↑  
Jones, Constance; Ryan, James D. (2006). 《Encyclopedia of Hinduism》. Infobase Publishing. 472쪽. ISBN 978-0-8160-7564-5.
26. ↑  Jamison, Stephanie W. (2014). 《The Rigveda: The Earliest Religious Poetry of India》. Oxford University Press. 45쪽. ISBN 9780199370184.
27. ↑  
Weightman, Barbara A. (January 1996). 《Sacred landscapes and the phenomenon of light》. 《Geographical Review》 86. 59–71쪽. Bibcode:1996GeoRv..86...59W. doi:10.2307/215141. JSTOR 215141.
28. ↑  
Gonda, Jan (1968–1969). 《The Hindu trinity》. 《Anthropos》. 63–64. 216, 219, see pp 212–226 note [51]쪽. JSTOR 40457085.
29. 1 2  Bodewitz, H. W. (1976). 《The Daily Evening and Morning Offering (Agnihotra) According to the Brāhmanas》. Motilal Banarsidass. 36–39 with notes쪽. ISBN 978-81-208-1951-1.
30. ↑  Perrett, Roy W. (2001). 《Indian Philosophy: Theory of value》. Routledge. 182–183쪽. ISBN 978-0-8153-3612-9.
31. ↑  Bodewitz, Henk (1997), Jaiminīya Brāhmaṇa I, 1–65: Translation and Commentary, Brill Academic, ISBN 978-9004036048, pp. 328–329, 254-258
32. ↑  Heesterman, J.C. (1985), The Inner Conflict of Tradition: Essays in Indian Ritual, Kinship, and Society, University of Chicago Press, ISBN 978-0226322995, pp. 93–94
33. ↑  Brihadaranyaka Upanishad Robert Hume (Translator), Oxford University Press, pp. 96–97
34. ↑  Kausitaki Upanishad Robert Hume (Translator), Oxford University Press, pp. 302–303, 307–310, 327–328
35. ↑  Olivelle, Patrick (1992), The Samnyasa Upanisads: Hindu Scriptures on Asceticism and Renunciation, Oxford University Press, ISBN 978-0195070453, pp. 147–151
36. ↑  Coulter, Charles Russell; Turner, Patricia (2013년 7월 4일). 《Encyclopedia of Ancient Deities》. Routledge. ISBN 978-1-135-96397-2.
37. ↑  Boner, Alice; Śarmā, Sadāśiva Rath (1972). 《New Light on the Sun Temple of Koṇārka》. Motilal Banarsidass. ix쪽. OCLC 759154388.
38. 1 2  Hopkins, Edward Washburn (1968). 《Epic Mythology》. Biblo & Tannen: New York. 81–85쪽. ISBN 978-0-8196-0228-2.
39. 1 2  
Donaldson, Thomas (2005). 《Konark》. Monumental Legacy Series. Oxford University Press. ISBN 978-0-19-567591-7. 2019년 8월 9일에 원본 문서에서 보존된 문서. 2016년 9월 26일에 확인함.
40. ↑  Oldenberg, Hermann (1988). 《Die Religion Des Veda》 [The Religion of the Veda]. 번역 Shrotri, Shridhar B. Delhi: Motilal Banarsidass. 310쪽.
41. 1 2 3 4  Macdonnell, Arthur Anthony (1897). 《Vedic Mythology》. Oxford University Press. 42–43쪽.
42. ↑  Witzel, Michael (2001). 《Autochthonous Aryans? The Evidence from Old Indian and Iranian Texts.》 (PDF). 《The Electronic Journal of Vedic Studies》. 8쪽.
43. ↑  Swami Harshananda, A Concise Encyclopedia of Hinduism
44. ↑  
Milner, G.B. (2005). 《Natural Symbols in South East Asia》. Routledge. 129–130쪽. ISBN 978-1-135-75287-3.
45. 1 2 3 4  Bopearachchi, Osmund (2021년 1월 1일). 《GREEK HELIOS OR INDIAN SŪRYA? THE SPREAD OF THE SUN GOD IMAGERY FROM INDIA TO GANDHĀRA》. 《Connecting the Ancient West and East. Studies Presented to Prof. Gocha R. Tsetskhladze, Edited by J. Boardman, J. Hargrave, A. Avram and A. Podossinov, Monographs in Antiquity》. 942–946쪽.
46. 1 2  Society, Religion And Art Of The Kushana India, Chakraberti, Kanchan, 1930, p. 87
47. ↑  Revire, Nicolas (2017년 1월 1일). 《Kinsman of the Sun: An Early Buddha Image in the Asian Art Museum, Berlin, and Solar Symbolism》. 《Indo-Asiatische Zeitschrift》. 20–21. 3–14 [10]쪽.
48. ↑  
Sick, David (2004). 《Mit(h)ra(s) and the Myths of the Sun》. 《Numen》 51. 432–467쪽. doi:10.1163/1568527042500140.
49. 1 2 3  Elgood, Heather (2000). 《Hinduism and the Religious Arts》. Bloomsbury Academic. 80–81쪽. ISBN 978-0-304-70739-3.
50. ↑  
Pal, Pratapaditya (1988). 《Indian Sculpture: 700–1800, Los Angeles County Museum of Art》. University of California Press. 62쪽. ISBN 978-0-520-06477-5.
51. ↑  
Huntington, John C.; Bangdel, Dina (2003). 《The Circle of Bliss: Buddhist Meditational Art》. Serindia. 76쪽. ISBN 978-1-932476-01-9.
52. ↑  
Blurton, T. Richard (1993). 《Hindu Art》. Harvard University Press. 208쪽. ISBN 978-0-674-39189-5.
53. ↑  
Brihat Samhita, Chap. LVIII, 46–48
54. ↑  Nagar, Shanti Lal (1995). 《Sūrya and Sun Cult in Indian Art, Culture, Literature, and Thought》. Aryan Books International. ISBN 978-81-7305-056-5.
55. ↑  J. L. Shastri, Editor (1951). 《The Linga-Purana, Part 1》. Motilal Banarsidass. 258쪽.
56. ↑  J. L. Shastri, G. P. Bhatt (1998년 1월 1일). 《Agni Purana Unabridged English Motilal》. 735쪽.
57. ↑  Mayūra (1917). 《The Sanskrit poems of Mayūra》. Columbia University Press.
58. 1 2 3 4  
Burgess, Ebenezer (1989).  P Ganguly, P Sengupta, 편집. 《Sûrya-Siddhânta: A Text-book of Hindu Astronomy》. Motilal Banarsidass (Reprint), Original: Yale University Press, American Oriental Society. vii–xi쪽. ISBN 978-81-208-0612-2.
59. ↑  
Barnett, Lionel D. (1994). 《Antiquities of India: An Account of the History and Culture of Ancient Hindustan》. Asian Educational Services. 190–192쪽. ISBN 978-81-206-0530-5.
60. ↑  
Fleet, J. (1911). 《Arbhatiya》. 《Journal of the Royal Asiatic Society of Great Britain and Ireland》 (Cambridge University Press for the Royal Asiatic Society). 794–799쪽.
61. 1 2 3  
Burgess, Ebenezer (1989).  P. Ganguly, P. Sengupta, 편집. 《Sûrya-Siddhânta: A Text-book of Hindu Astronomy》. Motilal Banarsidass (Reprint), Original: Yale University Press, American Oriental Society. 26–27쪽. ISBN 978-81-208-0612-2. 2016년 9월 26일에 확인함.
62. ↑  달랄, p. 88
63. ↑  
Lochtefeld, James (2002). 〈Jyotisha〉. 《The Illustrated Encyclopedia of Hinduism》 A–M. Rosen Publishing. 326–327쪽. ISBN 0-8239-2287-1.
64. ↑  Campion, Nicholas (2012년 6월 11일). 《Astrology and Cosmology in the World's Religions》. NYU Press. ISBN 978-0-8147-1714-1.
65. ↑  《Astrology Anthology: Contemporary Topics in Astrology and Astrological Divination》. eMarketing Media Advertising. ISBN 978-1-105-08635-9.
66. ↑  Campion, Nicholas (2012). 《Astrology and Cosmology in the World's Religions》. New York University Press. 110–111쪽. ISBN 978-0-8147-0842-2.
67. 1 2  
Meister, Michael W. (1986). 《Regional variations in Mātṛkā conventions》. 《Artibus Asiae》 47. 233–262, 252–254, 239–241쪽. doi:10.2307/3249973. JSTOR 3249973.
68. 1 2 3 4 5  
마이스터 (1986)[67]
pp 243 (주석 [35], [36] 포함), 252-254, 239-241
69. ↑  
Lubotsky, Alexander (1996). 《The iconography of the Viṣṇu temple at Deogarh and the Viṣṇudharmottarapurāṇa》. Freer Gallery of Art. 《Ars Orientalis》 26 (The Smithsonian Institution). 65–80 (esp. fig. 10 caption p 76)쪽. JSTOR 4629500.
70. ↑  
마이스터 (1986)[67] pp 233–262
71. ↑  
Kramrisch, Stella; Burnier, Raymond (1976). 《The Hindu Temple》. Motilal Banarsidass. 161–162쪽. ISBN 978-81-208-0223-0.
72. ↑  Boner, Alice (1990). 《Principles of Composition in Hindu Sculpture: Cave Temple Period》. Motilal Banarsidass. 91–102쪽. ISBN 978-81-208-0705-1.
73. ↑  Rao, T. A. Gopinatha (1993). 《Elements of Hindu iconography》. Motilal Banarsidass. xxiv쪽. ISBN 978-81-208-0878-2.
74. ↑  Goetz, H. (1952). 《The Kailasa of Ellora and the Chronology of Rashtrakuta Art》. 《Artibus Asiae》 15. 84–107쪽. doi:10.2307/3248615. JSTOR 3248615.
75. ↑  Berkson, Carmel (2000). 《The Life of Form in Indian Sculpture》. Abhinav Publications. 317쪽. ISBN 978-81-7017-376-2.
76. ↑  Kramrisch, Stella; Burnier, Raymond (1976). 《The Hindu Temple》. Motilal Banarsidass. 43–47, 91–92, 236쪽. ISBN 978-81-208-0223-0.
77. ↑  Vinayak Bharne; Krupali Krusche (2014). 《Rediscovering the Hindu Temple: The Sacred Architecture and Urbanism of India》. Cambridge Scholars. 94쪽. ISBN 978-1-4438-6734-4.
78. ↑  Kerin, Melissa R. (2015). 《Art and Devotion at a Buddhist Temple in the Indian Himalaya》. Indiana University Press. 101–103쪽. ISBN 978-0-253-01309-5.
79. ↑  Bharne, Vinayak; Krusche, Krupali (2014). 《Rediscovering the Hindu Temple: The Sacred Architecture and Urbanism of India》. Cambridge Scholars. 61–77쪽. ISBN 978-1-4438-6734-4.
80. ↑  “देश के 12 सूर्य मंदिरों में एक है कंदाहा का सूर्य मंदिर -”. 《Jagran》 (힌디어). 2025년 3월 22일에 확인함.
81. ↑  
Srivastava, Priya (2016년 5월 25일). “Deo Sun Temple”. Sightseeing, Bihar. 《타임즈 오브 인디아》. Travel. 2020년 10월 11일에 원본 문서에서 보존된 문서. 2019년 11월 3일에 확인함.
82. ↑  달랄, p. 205
83. ↑  
Aitkin, Molly Emma (2007). 《Konark by E. Donaldson Thomas. (Monumental Legacy Series). Oxford University Press, 2003》. 《The Journal of Asian Studies》 (book review) 63. 823–825쪽. doi:10.1017/S0021911804002098.
84. ↑  
Blurton, T. Richard (1993). 《Hindu Art》. Harvard University Press. 196–197쪽. ISBN 978-0-674-39189-5.
85. ↑  
“Surya Temple”. 《Kerala Tourism (www.keralatourism.org)》. Adityapuram, Kottayam. 2016년 12월 20일에 원본 문서에서 보존된 문서. 2016년 12월 8일에 확인함. The only temple in Kerala dedicated to Aditya, the sun god at Adityapuram, Kottayam
86. ↑  
“Adityapuram Surya Temple”. 《english.mathrubhumi.com》. mobile travel hot-spots. 2016년 12월 20일에 원본 문서에서 보존된 문서. 2016년 12월 8일에 확인함.
87. ↑  Eaton, Richard (2000). 《Temple Desecration and Indo-Muslim States》. 《Journal of Islamic Studies》 11. 283–319쪽. doi:10.1093/jis/11.3.283.
88. ↑  Lālatā Prasāda Pāṇḍeya (1971). Sun-worship in ancient India. Motilal Banarsidass. p. 245
89. ↑  
《Gujarat under the Maitrakas of Valabhī: History and culture of Gujarat during the Maitraka period, circa 470–788 A.D.》. 오리엔탈 연구소. 바도다라, 인도: 마하라자 사야지라오 바라다 대학교. 2000. 133쪽.
90. ↑  
Kalia, Asha (1982). 《Art of Osian Temples: Socio-economic and religious life in India, 8th–12th centuries A.D.》. Abhinav Publications. ISBN 978-0-391-02558-5.
91. ↑  
Wink, André (1997). 《Al-Hind: The slave kings and the Islamic conquest. 2》 1. BRILL. 187–188쪽. ISBN 978-9004095090.
92. ↑  
Jackson, Roy (2014). 《What is Islamic Philosophy?》. Routledge. ISBN 978-1317814047.
93. ↑  
Kulke, Hermann; Rothermund, Dietmar (1998). 《A History of India》. Taylor & Francis. 154쪽. ISBN 978-1-317-24212-3.
94. ↑  
Singh, Nagendra Kr (1997). 《Divine Prostitution By Nagendra Kr Singh》. APH. 44쪽. ISBN 9788170248217.
95. 1 2  
Flood, Finbarr Barry (2009). 《Objects of Translation: Material Culture and Medieval "Hindu-Muslim" Encounter》. Princeton University Press. ISBN 978-0691125947.
96. ↑  Harris, Ian (2005) Cambodian Buddhism: History and Practice. University of Hawaii Press. p. 9. ISBN 0824827651
97. ↑  Chavan, Akshay (2020년 7월 28일). “Uncovering Afghanistan's Pre-Islamic Past”. 2021년 11월 11일에 확인함.
98. ↑  Slusser, Mary Shepherd (1996). 《The Purandi Hoard: Metalwork from Eleventh-Century Nepal》. 《Artibus Asiae》 56 (Artibus Asiae Publishers). 95–143쪽. doi:10.2307/3250106. JSTOR 3250106.
99. ↑  
청 탄
(2015)
Himalaya Calling – The origins of China and India
pp. 13–15
ISBN 978-1-938134-59-3
Source link
(accessed: Wed 7 Sept. 2016)
100. ↑  달랄, p. 97
101. ↑  
“Seeking the sun's blessings”. 《타임즈 오브 인디아》. 2010년 8월 29일. 2015년 9월 26일에 원본 문서에서 보존된 문서. 2014년 8월 14일에 확인함.
102. ↑  
Feldhaus, Anne (1996). 《Images of Women in Maharashtrian Literature and Religion》. SUNY Pres. 168–167쪽. ISBN 0-7914-2838-9.
103. ↑  
Pintchman, Tracy (2008).  Flood, Gavin, 편집. 《The Blackwell Companion to Hinduism》. John Wiley & Sons. 334쪽. ISBN 978-0-470-99868-7.
104. ↑  
Katherine C. Zubko
(2006)
Embodying "Bhakti Rasa" in Bharata Natyam: An Indian-Christian Interpretation of "Gayatri" Mantra through Dance
Journal of Hindu-Christian Studies
volume 19, article 10, pages 38–39
105. ↑  Indian Express (4 September 2010). Destination Delhi 보관됨 11 10월 2020 - 웨이백 머신.
106. ↑  
Mitchell, Carol (2003). 《Yoga on the Ball》. Inner Traditions. 48쪽. ISBN 978-0-89281-999-7.
107. ↑  
Singleton, Mark (2010). 《Yoga Body: The Origins of Modern Posture Practice》. Oxford University Press. 180–181, 205–206쪽. ISBN 978-0-19-974598-2.
108. ↑  
Schuster, Donna (October–November 1990). “Sun Salutations”. 《Yoga Journal》 (Active Interest). 57쪽.
109. ↑  
Carpenter, David Bailey; Whicher, Ian (2003). 《Yoga: The Indian tradition》. London: Routledge. 31쪽. ISBN 0-7007-1288-7.
110. ↑  
Jamison, Stephanie; Brereton, Joel (2014). 《The Rigveda》. Oxford: Oxford University Press. 554쪽. ISBN 9780190633394.
111. ↑  
Morgan, Forrest;  외., 편집. (1904). 《The Bibliophile Library of Literature, Art, and Rare Manuscripts》 1. New York: The International Bibliophile Society. 14쪽.
112. ↑  
Hodous, Lewis; Soothill, William Edward (2004). 《A dictionary of Chinese Buddhist terms : with Sanskrit and English equivalents and a Sanskrit-Pali index》. London: Routledge / Curzon. ISBN 0-203-64186-8. OCLC 275253538.
113. ↑  
佛教二十四诸天_中国佛教文化网. 2016년 3월 4일. 2016년 3월 4일에 원본 문서에서 보존된 문서. 2021년 4월 26일에 확인함.
114. ↑  
“Twelve heavenly deities (devas)”. Nara, Japan: Nara National Museum. 2016년 3월 4일에 원본 문서에서 보존된 문서.
115. ↑  Biswas, S. (2000) Indian Influence on the Art of Japan. Northern Book Centre. p. 184. ISBN 978-8172112691
116. ↑  Stutterheim, Willem Frederik  et al. (1995) Rāma-legends and Rāma-reliefs in Indonesia. pp. xiv–xvi. ISBN 978-8170172512
117. ↑  Snodgrass, Adrian (2007) The Symbolism of the Stupa, Motilal Banarsidass. pp. 120–124, 298–300 ISBN 978-8120807815
118. ↑  John C. Huntington, Dina Bangdel, Robert A. F. Thurman, The Circle of Bliss: Buddhist Meditational Art, 6 Surya Mandala
119. ↑  “Dewa Surya”. 《Gama Bali (gamabali.com)》.

## 참고 문헌
- Dalal, Roshen (2010). 《Hinduism: An Alphabetical Guide》. Penguin Books India. ISBN 978-0143414216.

## 더 읽어보기
- Pingree, David (1973). 《The Mesopotamian origin of early Indian mathematical astronomy》. 《Journal for the History of Astronomy》 4 (SAGE). 1–12쪽. Bibcode:1973JHA.....4....1P. doi:10.1177/002182867300400102. S2CID 125228353.

- Pingree, David (1981). 《Jyotihśāstra : Astral and Mathematical Literature》. Otto Harrassowitz. ISBN 978-3447021654.

- Ohashi, Yukio (1999).  Johannes Andersen, 편집. 《Highlights of Astronomy》 11‑B. Springer Science. ISBN 978-0-7923-5556-4.